# 女夫渕温泉
女夫渕温泉（めおとぶちおんせん）は、栃木県日光市（旧国下野国）にある温泉。
2022年時点で当地で旅館等を営業する業者は存在しない（後述）。

## 泉質
ナトリウム塩化物泉
- 源泉温度60℃
- 湧出量毎分1,200リットル

## 温泉街
奥鬼怒温泉郷の入口に温泉が広がる（当地は奥鬼怒温泉郷には含まれない）。
当地までは一般車両での来訪が可能だが、ここから伸びる奥鬼怒スーパー林道は一般車両の通行が禁止されている。その対応として、奥鬼怒温泉郷への訪問客や鬼怒沼、尾瀬への登山者用の駐車場エリアがある。
一軒宿の「女夫渕温泉ホテル」（1970年開業）があったが、2013年2月25日に当地で震度5強の地震が発生し、大きく損壊したため休業。営業再開は断念され同年7月31日に廃業、ホテルも取り壊された。12の露天風呂が有り、その多さで有名であった。

## 歴史
地名の「女夫渕」は、平家の落人伝説に由来する。

## アクセス
- 車 : 日光宇都宮道路今市ICより約1時間30分。
- 鉄道 : 東武鬼怒川線鬼怒川温泉駅より日光市営バスで1時間35分[1]。

## 参照
1. ↑  ゆらり湯の路　湯西川・川俣・奥鬼怒温泉観光協会 - バス時刻表　鬼怒川⇔女夫渕時刻